# خط فارسي

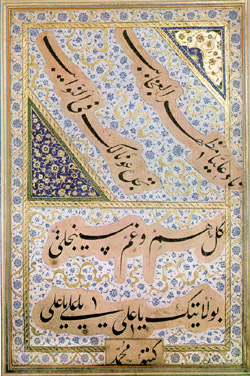
أنموذج من الخط الفارسي أو خط التعليق

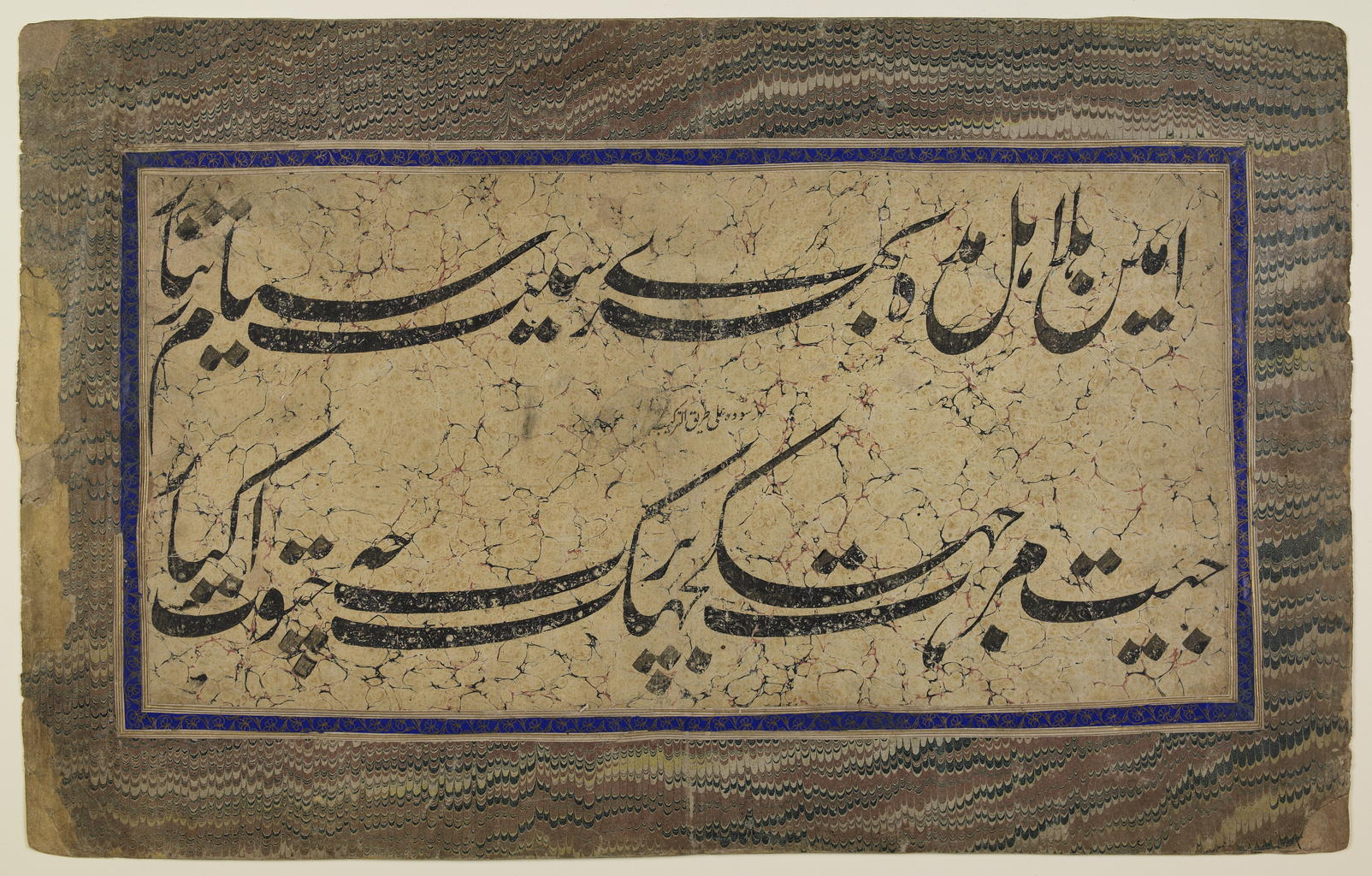
أنموذج من خط النستعليق

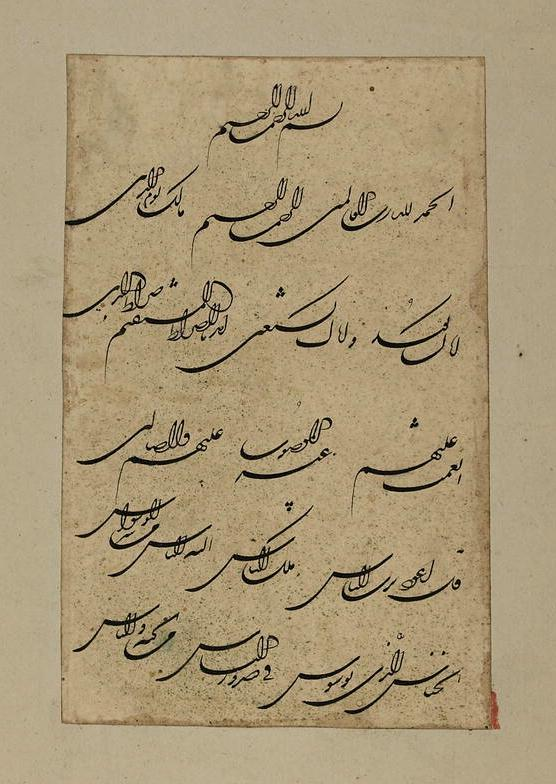
أنموذج من خط الشكستة

الخط الفارسي أو خط التعليق ظهر في بلاد فارس في القرن السابع الهجري (الثالث عشر الميلادي)، إذ استخلصه حسن الفارسي من خطوط النسخ والرقاع والثلث. وهو خط تمتاز حروفه بالدقة والامتداد. كما يمتاز بسهولته ووضوحه وانعدام التعقيد فيه. ولا يتحمّل التشكيل، رغم اختلافه مع خط الرقعة كما لا يخلو أي معرض ثقافي أو أدبي عن لوحة مكتوبة بالخط الفارسي.
يعد من أجمل الخطوط؛ إذ يتميز بالرشاقة في حروفه فتبدو وكأنها تنحدر في اتجاه واحد، وتزيد من جماله الخطوط اللينة والمدورة فيه، لأنها أطوع في الرسم وأكثر مرونة لا سيما إذا رُسمت بدقة وأناقة وحسن توزيع، وقد يعمد الخطاط في استعماله إلى الزخرفة للوصول إلى القوة في التعبير بالإفادة من التقوسات والدوائر، فضلاً عن رشاقة الرسم، فقد يربط الفنان بين حروف الكلمة الواحدة والكلمتين ليصل إلى تأليف إطار أو خطوط منحنية وملتفة يُظهِر فيها عبقريته في الخيال والإبداع.
كان الإيرانيون قبل الإسلام يكتبون بالخط (البهلولي) التي اشتقت من الآرامیة السامية بنفسها التي تعتبر لغة الأم للعربية الحديثة، وكان يستعمل الفرس القدماء أحرف ألفباء الآرامية ال22 للكتابة فلما جاء الإسلام وآمنوا به، انقلبوا على هذا الخط فأهملوه، وكتبوا بالخط العربي، وقد طوَّر الإيرانيون هذا الخط، فاقتبسوا له من جماليات خط النسخ ما جعله سلس القياد، جميل المنظر، وقد (وضع أصوله وأبعاده الخطاط البارع الشهير مير علي الهراوي التبريزي المتوفى سنة 919 هجرية).
نتيجة لانهماك الإيرانيين في فن الخط الفارسي الذي احتضنوه واختصوا به، فقد مرَّ بأطوار مختلفة، ازداد تجذراً وأصالة، واخترعوا منه خطوطاً أخرى مأخوذة عنه، أو هي إن صح التعبير امتداد له، فمن تلك الخطوط:
- خط الشكستة: اخترعوه من خطي التعليق والديواني. وفي هذا الخط شيء من صعوبة القراءة، فبقي بسبب ذلك محصور في إيران، ولم يكتب به أحد من خطاطي العرب أو ينتشر بينهم.
- الخط الفارسي المتناظر: كتبوا به الآيات والأشعار والحكم المتناظرة في الكتابة، بحيث ينطبق آخر حرف في الكلمة الأولى مع آخر حرف في الكلمة الأخيرة، وكأنهم يطوون الصفحة من الوسط ويطبعونها على يسارها. ويسمى (خط المرآة الفارسي).
- الخط الفارسي المختزل: كتب به الخطاطون الإيرانيون اللوحات التي تتشابه حروف كلماتها بحيث يقرأ الحرف الواحد بأكثر من كلمة، ويقوم بأكثر من دوره في كتابة الحروف الأخرى، ويكتب عوضاً عنها. وفي هذا الخط صعوبة كبيرة للخطاط والقارئ على السواء.
- ومن وجوه تطور الخط الفارسي (التعليق) مع خط النسخ أن ابتدعوا منهما خط النستعليق وهو فارسي أيضاً. وقد برع الخطاط مير عماد الحسنى سيفي قزوينيا في هذا الخط وفاق به غيره، ووضع له قاعدة جميلة، تعرف عند الخطاطين باسمه. وهي (قاعدة عماد).

وكان أشهر من كان يكتبه بعد الخطاطين الإيرانيين محمد هاشم الخطاط البغدادي ومحمد بدوي الديراني بدمشق، ولكن يبقى السبق للخطاطين الإيرانيين بلا منازع.

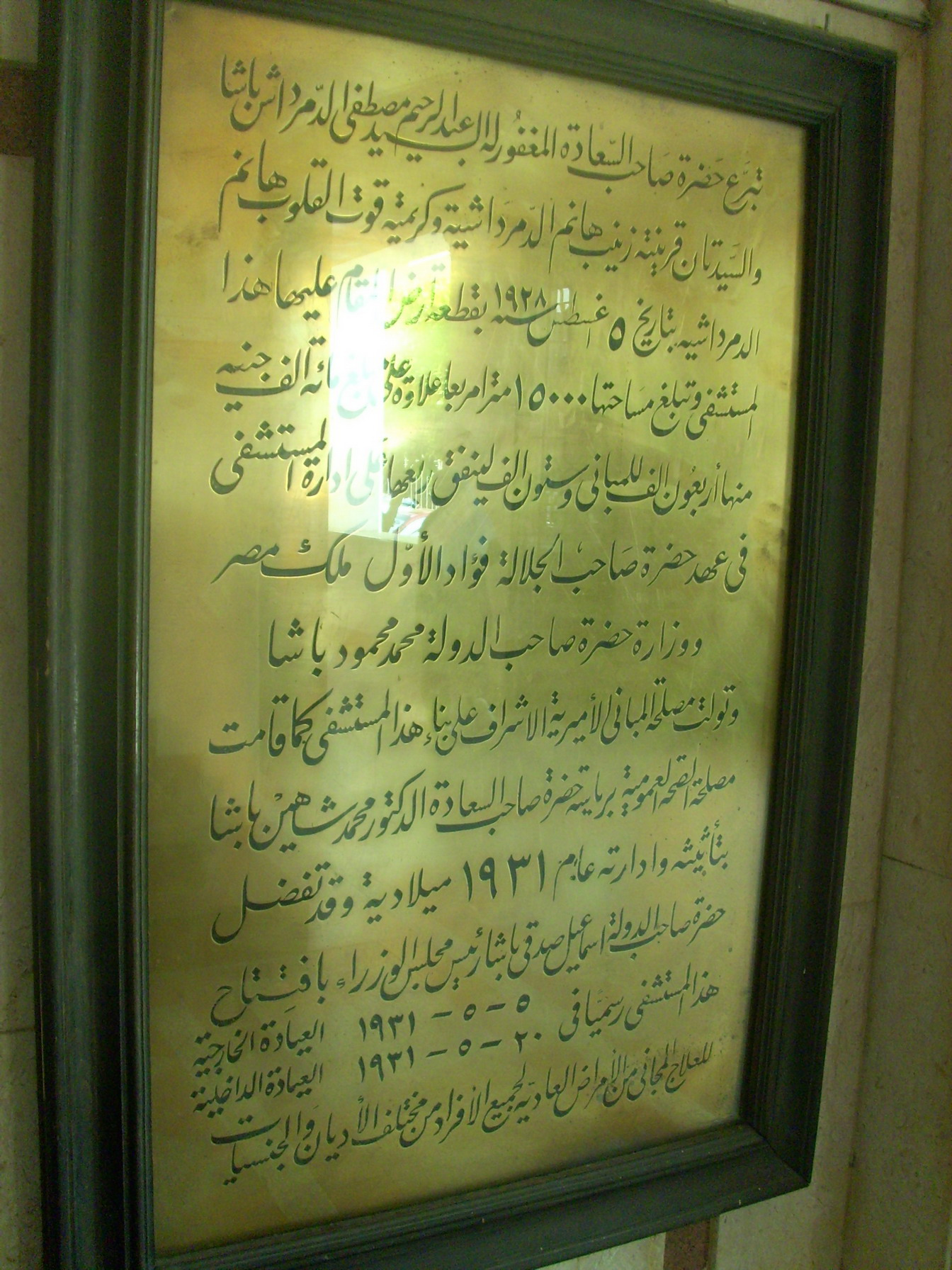
لوحة تذكارية بها تفاصيل تأسيس مستشفى الدمرداش بالقاهرة، مكتوبة بخط التعليق

## الخطوط الإيرانية القديمة

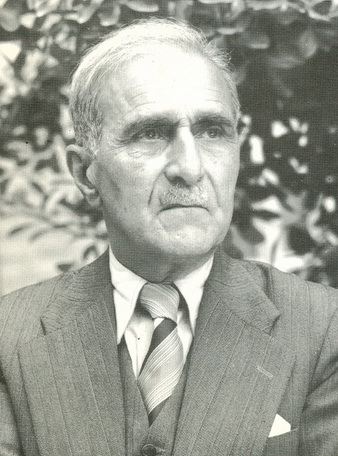
البروفیسور إبراهيم بور داوود (بالفارسية: ابراهیم پور داوود) (4 مارس 1886 - 17 نوفمبر 1968) أكاديمي إيراني مختص بالتاريخ الإيراني القديم.

الحضارة الفارسية كانت الحضارة الوحيدة في المنطقة التي لم تمتلك أي خط خاص بها، وكافة الخطوط الرائجة في إيران منذ أول أيام الإمبراطورية الفارسية إلی يومنا هذا تم اقتباسها من الحضارات السامیة في المنطقة بدءًا بالخط المسماري البابلي السامي إلى خط البهلوي التي هي نسخة مطابقة للخط الآرامي انتهاءً بالخط العربي، هذا نص تصريح البروفيسور الإيراني الإستاذ إبراهيم بور داوود العالم اللغوي والأكاديمي الذي اشتهر بمؤلفاته وأبحاثه عن تاريخ إيران القديم واللغة الأفستية، يذكر بور داوود في كتابه «فرهنگ ایران باستان» (حضارة إيران القديمة)

## الخطاطون الإيرانيون
- مير علي التبريزي
- مير علي الهروي
- مير عمادالحسني سیفی
- سلطان علي المشهدي
- علي رضا عباسي
- شاه محمود النيسابوري
- درویش عبد المجید طالقاني
- مالك الدیلمي
- أحمد النیریزي
- ميرزا محمد رضا كلهر
- ميرزا غلامرضا الاصفهاني
- عماد الكتاب القزويني

## المعاصرون
- حسن مير خاني
- علي أكبر كاوه
- غلام حسين اميرخاني
- كيخسرو خروش
- جليل رسولي
- نصر الله افجه اي
- محمد الاحصايي
- توحيدي الطبري
- صداقت الجباري
- عين الدين صادقزاده
- مهدي فلاح
- يد الله الكابلي
- أمير الفلسفي